# Ightenhill
Ightenhill is een civil parish in het bestuurlijke gebied Burnley, in het Engelse graafschap Lancashire met 1975 inwoners.
Ightenhill grenst aan de parish Padiham. In Ightenhill staat het country house Gawthorpe Hall. Het Elizabethaanse landhuis dateert uit het begin van de zeventiende eeuw; de architect is niet met zekerheid gekend maar het huis wordt algemeen toegeschreven aan Robert Smythson. De National Trust beheert tegenwoordig deze Grade I listed building.
De terreinen van Gawthorpe Hall liggen gedeeltelijk in Padiham. Op die terreinen heeft voetbalclub Burnley FC oefenvelden aangelegd. In 2015 kreeg de club toestemming om vlakbij, aan de overkant van het riviertje de Calder (een zijrivier van de Ribble), een groot en modern trainingscomplex aan te leggen: de Barnfield Training Ground.